# Медаль «В память войны 1853—1856»
Медаль «В память войны 1853—1856» — массовая высочайше утверждённая награда Российской империи. Учреждена в ознаменование завершения Крымской войны (1853—1856) и по случаю коронации Александра II.

## Основные сведения
Медалью «В память войны 1853—1856» награждался широкий круг лиц, как воевавших на Крымской войне, так и находившихся в тылу. Рисунок медали был утверждён ещё 30 марта 1856 года. Медаль была официально учреждена 26 августа 1856 года Александром II в специальном манифесте «О Всемилостивейшем даровании народу милостей по случаю Коронования Его Императорского Величества». Медаль имела два варианта: светло-бронзовый и тёмно-бронзовый, кроме того, имелась градация по типу ленты для ношения.

## Порядок награждения

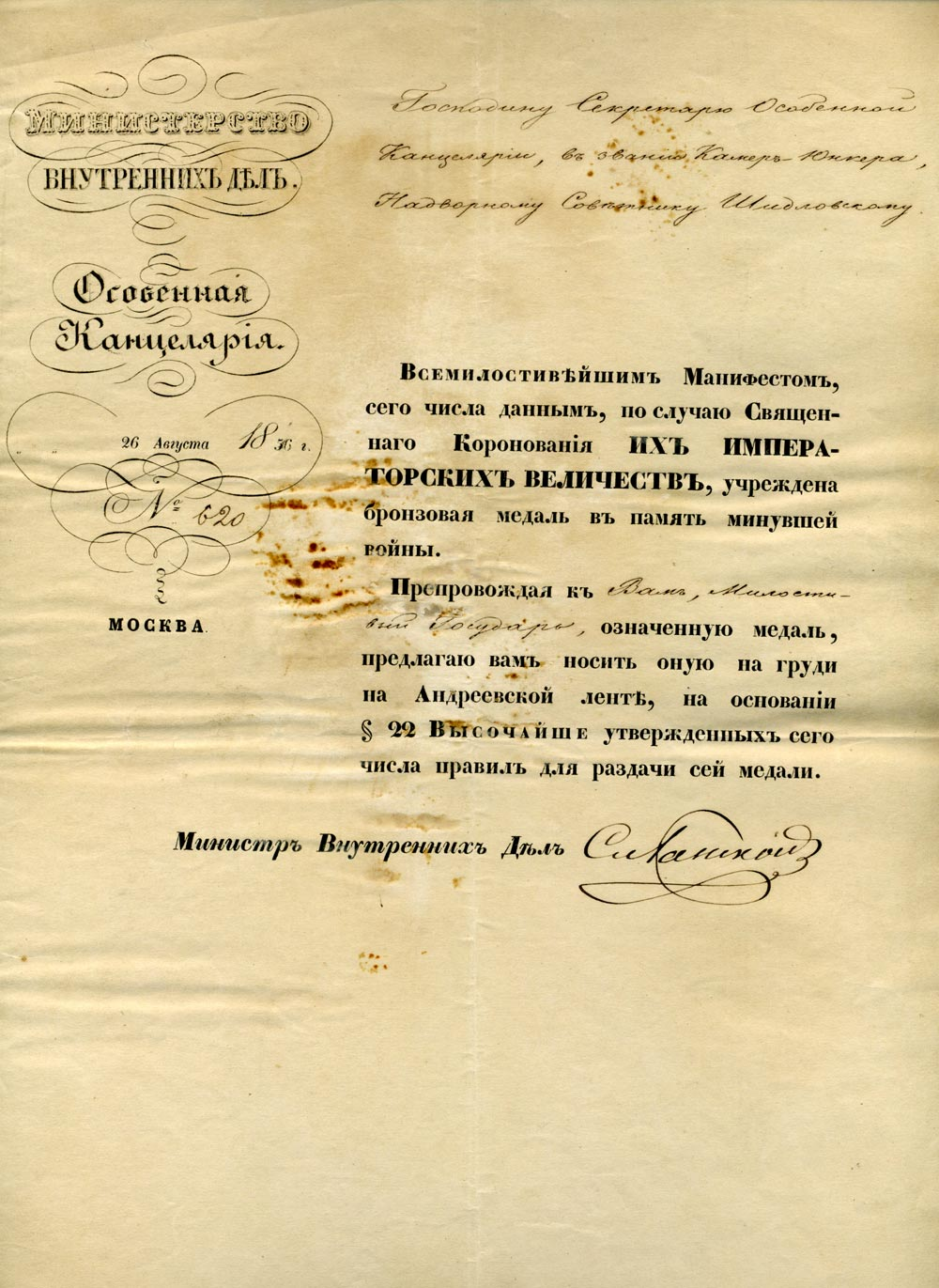
Свидетельство на право ношения медали

Правила выдачи медалей, а также положения о правах на получение медалей, много раз расширялись и дополнялись. Представления к награждению можно было подавать вплоть до 26 августа 1859 года.
Медалями из светлой бронзы награждались, главным образом, военные или непосредственные участники военных событий.
- медалями на Георгиевской ленте награждались[1][2][3][5][6][7]:
  - все чины войск отдельного Кавказского корпуса (в том числе морского ведомства[8][9]), действовавших против турок на Кавказе,
  - чины морского ведомства, участвовавшие в Синопском сражении,
  - медики и чиновники всех ведомств, находившиеся в этих войсках,
  - все участники защиты Петропавловска-на-Камчатке,
  - все священники, находившиеся во время войны непосредственно на поле боя;
- медалями на Андреевской ленте награждались[1][2][3][5][6]:
  - все чины армии и флота, а также ополченцы, малороссийские казаки, милиция[10], принимавшие участие в боевых действиях, состоявшие в войсках, приведённых в боевую готовность, или служившие в местностях, бывших на военном положении, которым не полагалась медаль на Георгиевской ленте,
  - медики и чиновники всех ведомств, находившиеся в этих же войсках, в том числе[11] чиновники, смотрители и почтальоны, работавшие в полевых почтамтах;
  - священники, находившиеся в войсках, приведённых в боевую готовность, или располагавшихся в местностях, бывших на военном положении,
  - сёстры милосердия Крестовоздвиженской общины[12][13], находившиеся в госпиталях в районах боевых действий или в местах, приведенных в военное или осадное положение, а также все женщины, награждённые медалью «За защиту Севастополя» или другими государственными наградами за усердие в этих же госпиталях[12][13],
  - лица всех сословий (включая крепостного и податного состояния), раненные во время военных действий или награждённые медалями «За храбрость», «За защиту Севастополя», Знаком отличия Военного ордена[12][13];
- медалями на Владимирской ленте награждались[1][2][3][5][6]
  - военные чины всех ведомств, а также ополченцы, которым не полагалась медаль на Георгиевской или Андреевской ленте,
  - чины малороссийского конного 4-го казачьего полка, не выступавшего в поход с места формирования.

Медалями из тёмной бронзы награждались только гражданские лица, в том числе почётные граждане, оказавшие какие-либо заслуги, в том числе благотворительность, помощь раненым и т. п., почтовые чиновники и станционные смотрители, находившиеся в губерниях, переведённых на военное положение:
- медалями на Владимирской ленте награждались
  - гражданские чины всех ведомств, которым не полагалась медаль на Георгиевской или Андреевской ленте;
  - отцы дворянских семейств или старейшие в дворянском роде (в том числе Царства Польского[16][17]);
  - офицерские чины, состоявшие во время войны на действительной гражданской службе Царства Польского[16][17].
- медалями на Аннинской ленте награждались купцы[18], оказавшие какие-либо заслуги, в частности, за благотворительность на издержки войны или на пособия раненым и семьям убитых.

Кроме того, наравне со всеми, медалями награждались иностранцы, находившиеся в войсках, иноверческое христианское духовенство.
Не имели права на медаль:
- лица, осуждённые и не получившие прощения, а также состоящие под судом и следствием;
- лица, не достигшие к 19 марта 1856 года возраста, с которого служба считается за действительную (кроме кадет Морского Корпуса, бывших на судах).

## Описание медалей
Медали чеканились из светлой или из тёмной бронзы. Диаметр медалей 28 мм. На лицевой стороне изображены вензели императоров Николая I и Александра II. Над каждым вензелем располагалась большая императорская корона, над ними — сияющее всевидящее око. Внизу, под вензелями, полукругом, вдоль бортика медали, годы Крымской войны: «1853-1854-1855-1856.». На оборотной стороне горизонтальная надпись в пять строк, цитата из Псалтыря:
НА ТЯ
ГОСПОДИ
УПОВАХОМЪ, ДА
НЕ ПОСТЫДИМСЯ
ВО ВѢКИ.
Псалтырь, кафизма 4, псалом 30, строка 2 содержит эту надпись: «На Тя, Господи, уповах, да не постыжуся во век: правдою Твоею избави мя и изми мя.». В синодальном переводе эта строка даётся так: «На Тебя, Господи, уповаю, да не постыжусь вовек; по правде Твоей избавь меня» (Пс. 30:2).
Отчеканено всего около 1 700 000 медалей в светлой и тёмной бронзе, в том числе 430 000 на Екатеринбургском монетном дворе. Основной тираж изготовлен на Санкт-Петербургском монетном дворе. Также медали изготавливались и в частных мастерских. Есть сведения о позолоченных светло-бронзовых медалях. Известен также ряд разных фрачных вариантов медали.

## Порядок ношения
Медаль имела ушко для крепления к колодке или ленте. Носить медаль следовало на груди или в петлице. Медаль из светлой бронзы полагалось носить на одной из трёх разных лент: Георгиевской, Андреевской или Владимирской. Медаль из тёмной бронзы полагалось носить на одной из двух разных лент: Владимирской или Аннинской. Разные ленты полагались разным награждённым. После смерти награждённых медаль переходила к потомкам, но без права ношения.

## Изображения медалей

Светлая бронза, аверс
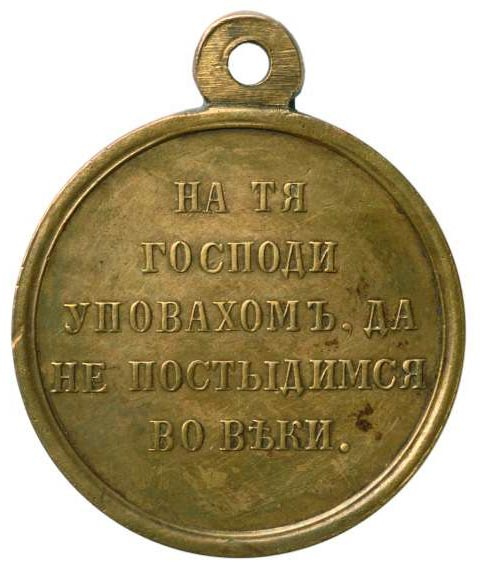
Светлая бронза, реверс
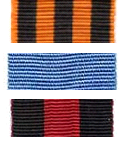
Георгиевская, Андреевская и Владимирская ленты (для светло-бронзовой медали)
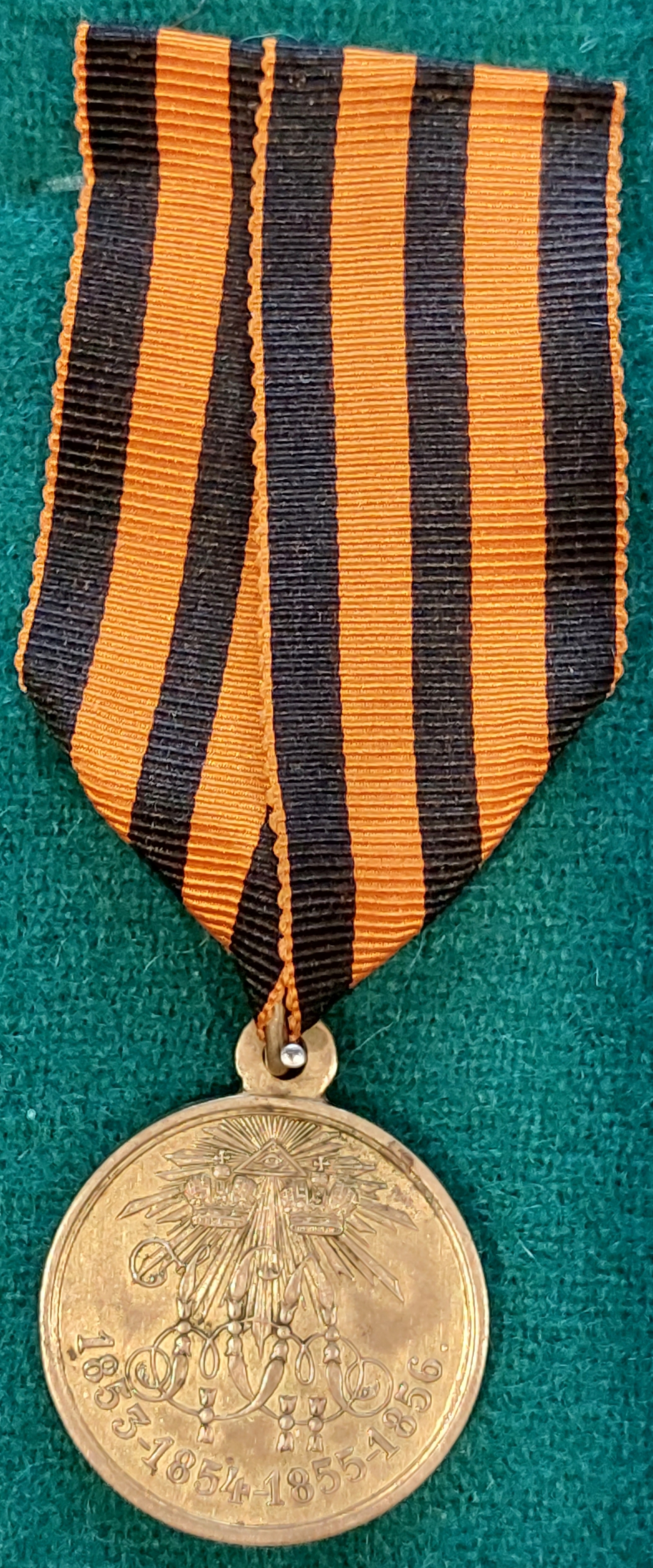
Медаль из светлой бронзы на Георгиевской ленте
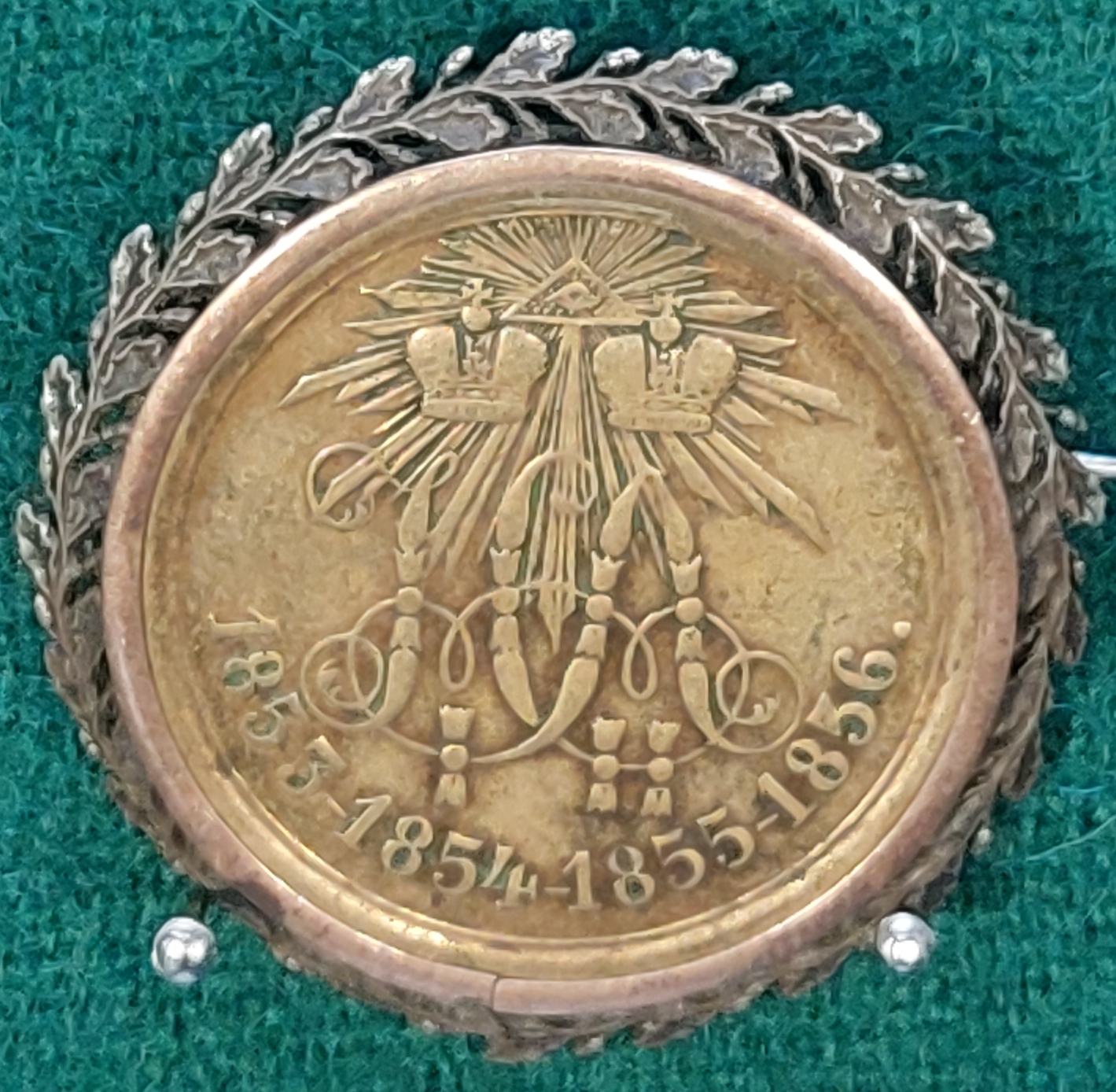
Медаль из светлой бронзы, выполненная в виде броши

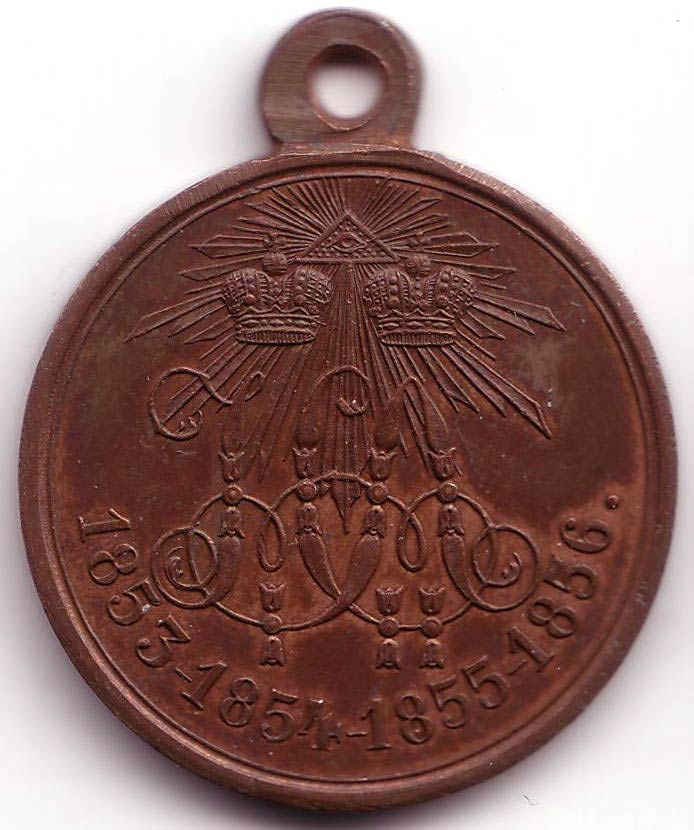
Темная бронза, аверс
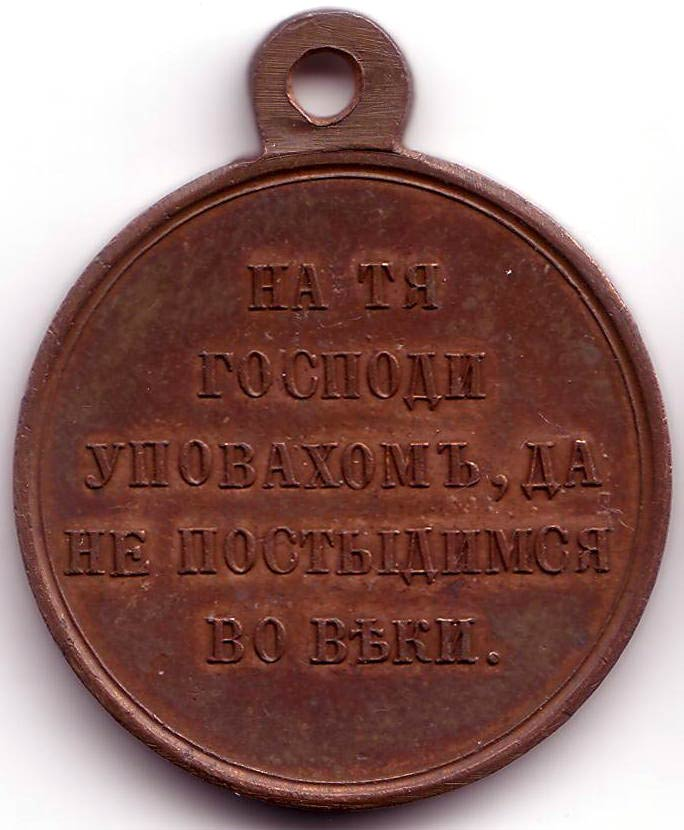
Темная бронза, реверс
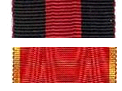
Владимирская и Аннинская ленты (для тёмно-бронзовой медали)
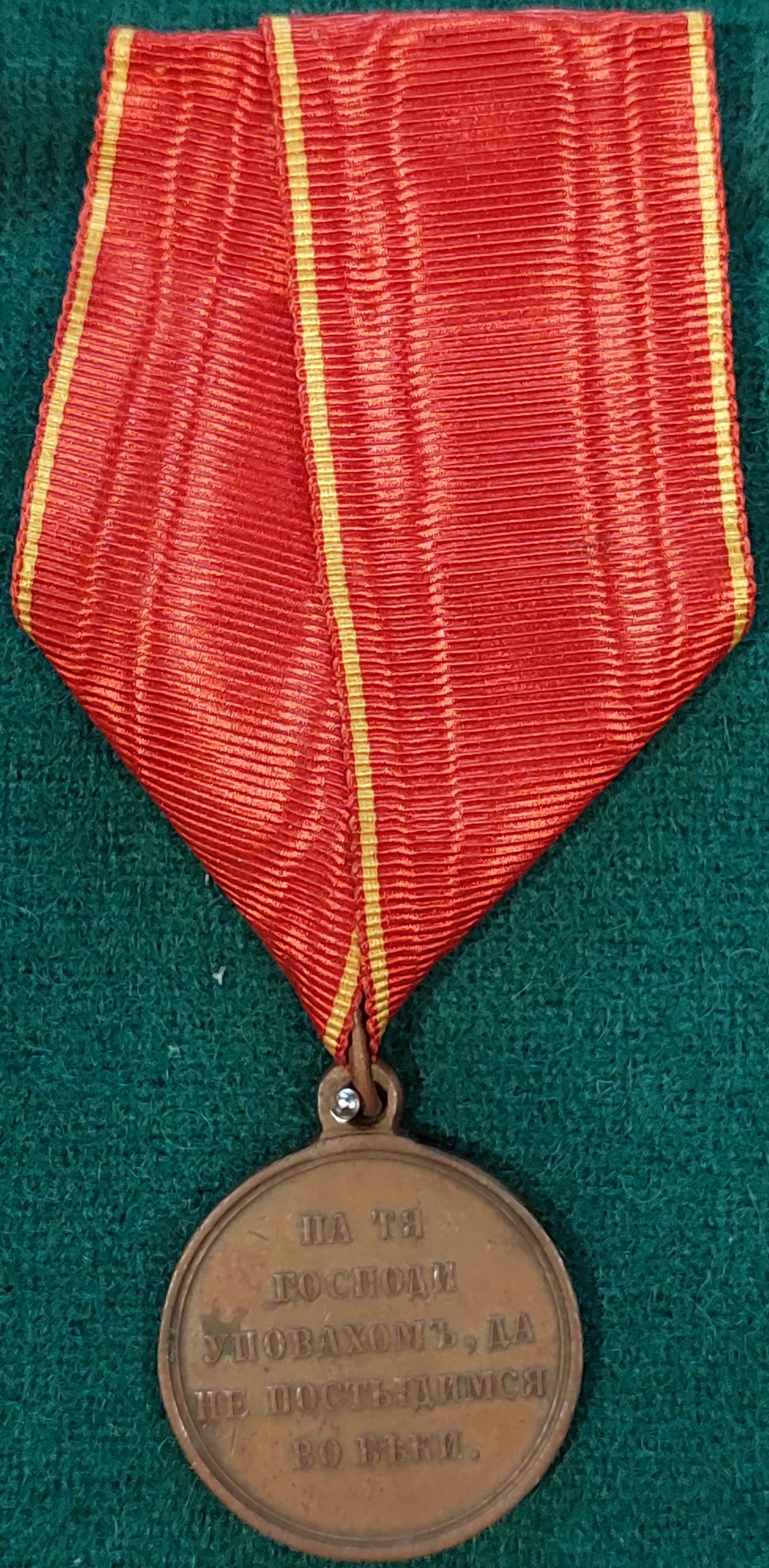
Медаль из тёмной бронзы на Анненской ленте